# Academia policial
Las Academias de policía o academias de aplicación de la ley, son centros de entrenamiento para los futuros agentes de policía. Algunas funcionan también como colegios o universidades.Todos ellas realizan diversas verificaciones de antecedentes a los potenciales candidatos, exámenes, pruebas físicas, pruebas médicas y ofrecen formación a los futuros agentes para hacer posible una mejor aplicación de la ley. Los reclutas mejoran sus habilidades de conducción de vehículos. Los futuros agentes de la policía realizan diversos entrenamientos, aprenden a trabajar en equipo y llevan a cabo prácticas de tiro con armas de fuego. Las academias preparan a los futuros agentes para ser miembros de una fuerza policial.

## Academias policiales por país

### Argentina
El Instituto Universitario de la Policía Federal Argentina (IUPFA) es un establecimiento de enseñanza e investigación, creado con la finalidad de brindar capacitación y perfeccionamiento de nivel superior a los cuadros de la Policía Federal Argentina. Se encuentra en las calle Rosario esquina Avenida José María Moreno del barrio de Caballito de la Ciudad de Buenos Aires. La Escuela Federal de Policía «Comisario General Juán Ángel Pirker» cumple con la tarea de formar a los futuros Oficiales de la Policía Federal Argentina. Se encuentra ubicada en la Ciudad Autónoma de Buenos Aires, en el barrio de Villa Lugano, aunque originariamente funcionaba en el predio que hoy ocupa el Instituto Universitario de la Policía Federal Argentina, en la calle Rosario 502, en el barrio porteño de Caballito. Como requisitos para el ingreso, la institución solicita a los postulantes tener la edad de entre 17 y 25 años al 31 de diciembre del año en que se realicen los trámites para dicho ingreso; ser argentino nativo o por opción, poseer estudios secundarios completos, ser soltero/a o viudo/a y aprobar todos los exámenes de aptitud, estos son intelectual, médico, psicotécnico y de aptitud física. Dentro del examen intelectual se encuentran distintas asignaturas como geografía, historia, castellano e instrucción cívica para el escalafón seguridad y matemáticas para los escalafones de bomberos, comunicaciones e investigación criminal.

### Australia
En Australia cada estado y cada territorio tiene su propia academia policial para el entrenamiento del personal que debe hacer efectivo el cumplimiento de la ley trabajando en las distintas agencias policiales que operan en un determinado estado o territorio. Las academias policiales, se aseguran de que los oficiales cumplan con los criterios básicos locales, estatales y federales. Es necesaria la graduación en un programa académico antes de que un nuevo agente entre oficialmente en el servicio activo.

### Chile
La Escuela de Investigaciones Policiales (ESCIPOL) es el plantel formador de nivel superior reconocido por el Ministerio de Educación de Chile encargado de la formación y perfeccionamiento de los futuros profesionales de la Policía de Investigaciones de Chile. Sus egresados pasan a formar parte del escalafón de oficiales y son investidos con el rango de detective en el caso de los aspirantes.

### Colombia
La Escuela de Cadetes de Policía General Santander (ECSAN) es la escuela de formación de los futuros oficiales de la Policía Nacional de Colombia. Es considerada el alma mater de la policía y la institución de educación superior en la cual se otorga a los oficiales el título académico de pregrado en Administración Policial y en el programa académico de Especialización en Servicio de Policía.

### España
La Escuela Nacional de Policía (ENP) de España, con sede en la ciudad de Ávila (España), se encuentra adscrita a la División de Formación y Perfeccionamiento dentro de la Subdirección General de Recursos Humanos y Formación de la Dirección General de la Policía. Es el lugar donde los futuros policías declarados aptos en la fase de oposición libre, tanto a la Escala Básica, como a la Escala Ejecutiva, se entrenarán para formar parte del Cuerpo Nacional de Policía (CNP). También se imparten cursos de ascenso para los agentes de promoción interna dentro del propio Cuerpo (Subinspectores que aspiran a obtener la categoría de Inspectores de la Escala Ejecutiva). De igual forma se imparten cursos complementarios a miembros de otros cuerpos, tanto españoles (Policía Foral de Navarra, policía local de Castilla y León, Servicio de Vigilancia Aduanera), como de otros países, colaborando con los mismos en programas de intercambio. Asimismo la Escuela Nacional de Policía acoge la sede de la Secretaría Permanente de la Escuela Iberoamericana de Policía de la Comunidad de Policías de América (IBERPOL). Entre sus instalaciones destaca el museo de la Policía, existente desde 1908 y trasladado a la Escuela en 1986 coincidiendo con su inauguración. La policía autonómica catalana tiene su propia academia en Mollet del Vallès.

### Estados Unidos

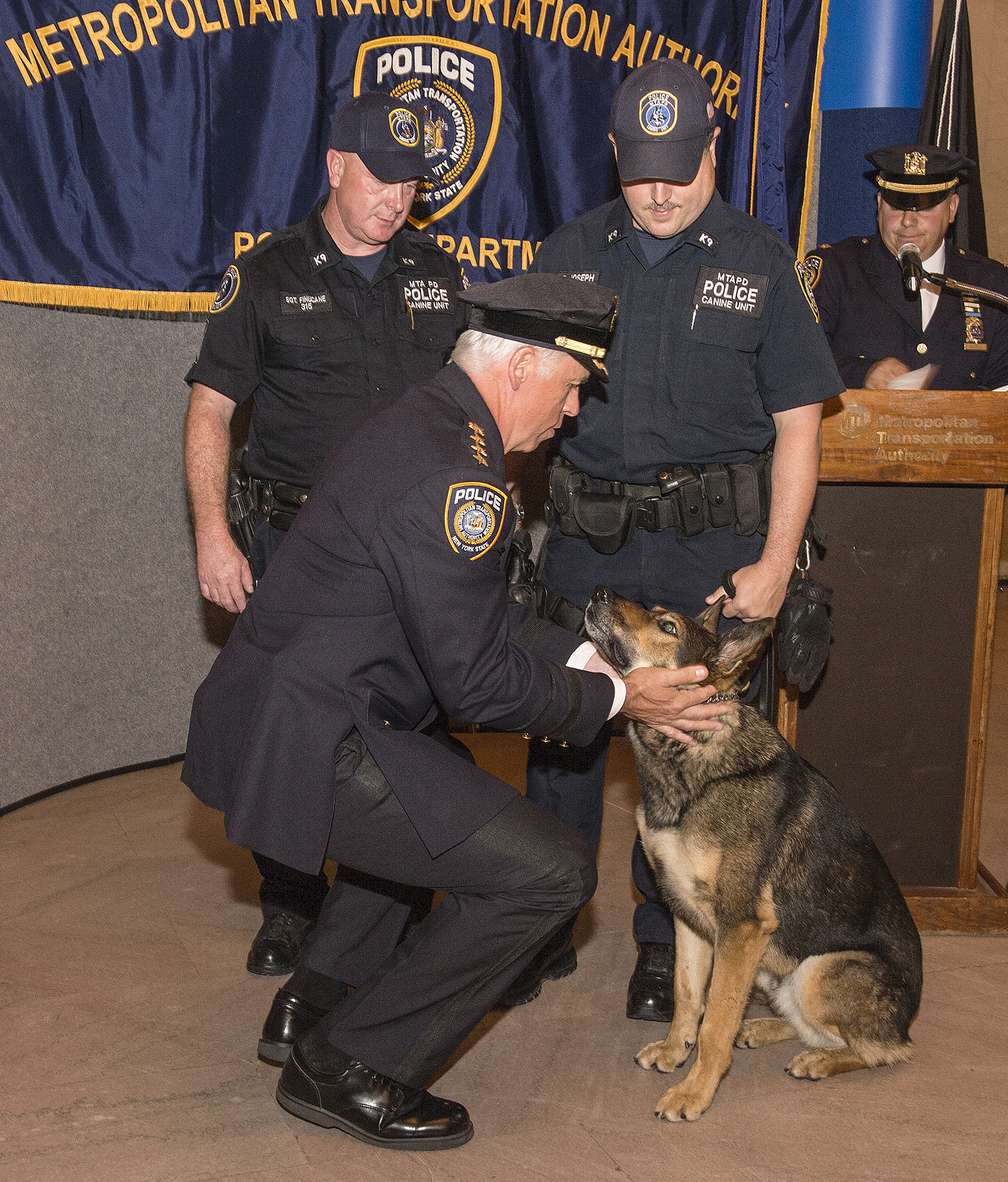
Unidad canina.

Las academias de policía existen en todos los estados y a nivel federal. Cada estado tiene una agencia que certifica las academias de la policía y sus programas. La mayoría de los estados tienen unos estándares físicos y académicos mínimos para los cadetes que quieren ingresar en una academia y graduarse. Puede haber requerimientos adicionales más altos para una certificación posterior como oficial de policía. Mientras que algunos estados permiten la inscripción abierta a las academias de policía, muchos estados requieren que los cadetes sean contratados por un departamento de policía para poder asistir. Los departamentos y las agencias certificadoras del estado también pueden pedir que las personas pasen pruebas de buena conducta, evaluaciones psicológicas, la prueba del polígrafo, o análisis para detectar la presencia de drogas. los candidatos tienen que estar capacitados para utilizar un arma de fuego, y deben mostrar habilidad en la conducción de vehículos, como condiciones para obtener una certificación, y el trabajo de agente de policía.

### Honduras
La Academia Nacional de Policía de Honduras General José Trinidad Cabañas, es una escuela policial creada el 2 de enero de 1976. Impartir la educación necesaria a todos los que se dediquen a la carrera policial, o que están en ella deban ampliar, unificar y actualizar sus conocimientos profesionales para investigar y desarrollar doctrinas policiales que garanticen el fiel cumplimiento de la misión encomendada a la Policía Nacional de Honduras.

### Reino Unido
Todos los candidatos que desean entrar en uno de los 43 cuerpos policiales de Inglaterra y Gales, deben tener como mínimo 18 años y medio de edad, unas capacidades físicas óptimas, gozar de buena salud y buena vista, ser ciudadanos británicos, o bien ser ciudadanos de la Mancomunidad de Naciones, sin límites de estancia en el país, o bien ser ciudadanos de la República de Irlanda. Todos ellos deberán estar dos años de prueba como reclutas, y seguir un entrenamiento académico y práctico en diversas situaciones. Desde 2013 todo el entrenamiento está gestionado por el colegio de policía (en inglés: College of Policing). Todos los nuevos cadetes de la policía en Escocia asisten a un curso inicial de 11 semanas de formación en el Colegio de Policía de Escocia en el castillo de Tulliallan. El colegio funciona desde 1954 y acoge la formación inicial de los nuevos agentes, así como una serie de cursos como la formación de agentes de tráfico y detectives.

### Unión Europea
La Escuela Europea de Policía (CEPOL, del francés Collège Européen de Police) es una agencia de la Unión Europea.  Forma una red de cooperación policial integrada por los centros nacionales de formación de los servicios de policía de los Estados miembros de la Unión Europea. Creada en 2001 (y como agencia europea en 2005), su objetivo es desarrollar un enfoque en común y una cooperación transfronteriza en materia de prevención y lucha contra la delincuencia en la Unión Europea mediante cursos y seminarios destinados a policías cualificados. Su sede se encuentra en la ciudad de Budapest, Hungría.